# Колосков Анатолій Олександрович
Анатолій Олександрович Колосков (нар. 18 жовтня 1934, Москва, СРСР) — радянський футболіст, нападник.

## Життєпис
Розпчинав грати 1951 року в дублі «Шахтаря» (Сталіно). 9 жовтня 1952 року провів єдиний матч за клуб у чемпіонаті СРСР — в гостях проти московського «Локомотива» (0:3). Наступного сезону в класі «Б» в 17 матчах забив п'ять голів, півфіналіст Кубку СРСР. У 1954 році за «Локомотив» зіграв 19 матчів у чемпіонаті, а наступного сезону виступав за дубль. Надалі грав за клуби «Колхозчи» Душанбе (1956), «Локомотив» Комсомольськ-на-Амурі (1958), «Шахтар» Кадіївка (1958), «Шахтар» Горлівка (1959), «Волга» Калінін (1960), СКА Хабаровськ (1960-1962).